# Оболенское княжество
Оболенское княжество — русское удельное княжество в Черниговской земле с центром в городе Оболенск, удел Черниговского княжества. Оно входило в состав так называемых Верховских княжеств

## История
Согласно традиционной версии, после гибели в 1246 году черниговского князя Михаила Всеволодовича начался распад Черниговского княжества, разделившегося первоначально на четыре удела, доставшихся четырём сыновьям Михаила. Один из них, Юрий Михайлович, согласно родословным получил в удел Тарусское княжество, в состав которого входил и город Оболенск. При сыновьях Юрия его владения также оказались разделены между несколькими сыновьями, из которых младший сын, Константин Юрьевич, получил в удел Оболенск, ставший центром особого удельного княжества.
Согласно новым исследованиям, происхождение верховских князей от Михаила Черниговского было подвергнуто сомнению, и Юрий тарусский считается князем XIV века, а Константин, погибший в 1368 году — действительно его сыном, как и в части родословий.
История княжества известна очень мало. Генеалогия ранних Тарусских и Оболенских князей известна только по поздним родословным. Первым достоверно известным князем Оболенским является Константин. Он был союзником московских князей и погиб в 1368 году при нападении великого князя литовского Ольгерда. Сыновья Константина Семён и Иван в числе других удельных князей упомянуты в 1375 году среди участников похода великого князя московского Дмитрия Ивановича на Тверь, а в 1380 году участвовали в Куликовской битве. Сыновья Ивана уже в середине XV века оказались на службе у великих князей Московских, став вторым после князей Патрикеевых родом, сохранив при переходе на московскую службу княжеский титул. Само Оболенское княжество в 1494 году было включено в состав Великого княжества Московского, а князья Оболенские, утратившие владетельные права, но сохранившие владения в Оболенске, заняли видное положение среди московской знати.

## Князья Оболенские
- (?) Константин Юрьевич (начало XIV века)[6]/Иван Юрьевич, князь тарусский[7]
  - (?) Иван Константинович (XIV век), князь оболенский[6]/Юрий Иванович[7]
    - Константин (ум. 1368), князь оболенский[4]
      - Семён Константинович (ум. после 1380), князь оболенский
      - Иван Константинович (ум. после 1380), князь тарусский, князь оболенский
      - Андрей Константинович, князь оболенский, родоначальник князей Долгоруковых, Щербатовых и Тростенских